# Harvey Cushing
Harvey Williams Cushing (ur. 8 kwietnia 1869 w Cleveland, zm. 7 października 1939 w New Haven) – amerykański lekarz, neurochirurg, jeden z twórców neurochirurgii i jej zastosowania w endokrynologii oraz leczeniu nowotworów mózgu. 
Dzieciństwo spędził w Cleveland. Ukończył studia na Uniwersytecie Yale (w 1895, licencjat) oraz studia medyczne na Uniwersytecie Harvarda. Odbył czteroletni staż w szpitalu klinicznym Uniwersytetu Johnsa Hopkinsa (w Baltimore) pod kierunkiem Williama Halsteda. W tym szpitalu pracował jako chirurg latach 1902–1912; za swojego mistrza uważał Williama Oslera, którego specjalizacją była przysadka mózgowa). W następnych latach był naczelnym chirurgiem w Peter Bent Brigham Hospital w Bostonie i profesorem chirurgii w Harvard Medical School. W 1933 wszedł do kadry naukowo-dydaktycznej Uniwersytetu Yale.
Wprowadził narzędzia i metody operacyjne, które umożliwiały opanowanie krwawień z naczyń mózgowych, chirurgiczne leczenie neuralgii nerwu trójdzielnego oraz zabiegi na przysadce. Interesował się przede wszystkim zmianami związanymi z zaburzeniami wydzielania hormonu wzrostu (akromegalia, gigantyzm, niedobór wzrostu). Wykonał dwa tysiące operacji usunięcia guza mózgu. Wszystkie przypadki szczegółowo dokumentował, stosując nową technikę fotografowania pacjentów w różnych etapach choroby. Zdjęcia, zamieszczone m.in. w cenionej książce The Pituitary Body and Its Disorders, sugerowały zafascynowanie ludzkimi ułomnościami (podobne do fascynacji Veláza, malującego serię karłów i błaznów).  
Jako lekarz zainteresowany nowymi odkryciami Harvey Cushing próbował elektrycznie stymulować mózg chorych na padaczkę, zbudował urządzenie do automatycznego śledzenia pulsu i ciśnienia krwi operowanego, w 1896 próbował wykorzystać do diagnostyki zaledwie rok wcześniej odkryte promieniowanie rentgenowskie. 
Jest autorem licznych prac z zakresu endokrynologii i neurochirurgii, między innymi rozprawy o nadczynności kory nadnerczy spowodowanej gruczolakiem przysadki mózgowej (choroba Cushinga). Napisał również biografię swojego mentora, Williama Oslera, który zwrócił jego uwagę na działanie przysadki i różnorodność skutków jej dysfunkcji. Za książkę Life of Sir William Osler (1925) otrzymał Nagrodę Pulitzera (1925). W tym okresie zajmował się intensywnie gromadzeniem materiałów na temat Andreasa Vesaliusa, którego uważał za swojego duchowego ojca (dotarł nawet do pierwszego wydania De humani corporis fabrica). 
Pod koniec lat trzydziestych zdiagnozowano w jego mózgu niewielki guz. Zmarł wskutek powikłań po zawale serca.